# Vetri rotti
Vetri rotti (Broken Glass) è un'opera teatrale del drammaturgo statunitense Arthur Miller, che ha debuttato a Broadway nel 1994. Quattro mesi dopo il debutto newyorchese, la pièce debuttò a Londra, dove vinse il Laurence Olivier Award per la migliore nuova opera teatrale.

## Trama
Phillip e Sylvia Gellburg sono una coppia di ebrei a Brooklyn. Nel novembre 1938 Sylvia rimane improvvisamente paralizzata agli arti inferiori mentre legge le notizie della notte dei cristalli nella Germania nazista. Phillip si rivolge al Dr. Harry Hyman, che ritiene psicosomatica la radice del male: pur non essendo uno psichiatra, Hyman comincia a scavare nel passato - e nel matrimonio - della Gellburg. Mentre lavora a un processo di esecuzione, Phillip viene colto da un infarto ed entra nell'agonia che lo porterà alla morte; prima di spegnersi, chiede a Sylvia di perdonarlo, e la moglie guarisce.

## Rappresentazioni
Broken Glass ha debuttato il 1º marzo 1994 al Long Wharf Theatre di New Haven per la  regia di John Tillinger, scene e costumi di Santo Loquasto, musiche di William Bolcom. Gli interpreti erano: Dianne Wiest (Sylvia Gellburg), Ron Rifkin (Phillip Gellburg), Ron Silver (Dr. Harry Hyman), Frances Conroy (Margaret Hyman), Lauren Klein (Harriet), George Martin (Stanton Case).

La tournée proseguiva sino a New York e debuttava al Booth Theatre il 22 aprile 1994 per 73 repliche. Il cast era lo stesso ma con Amy Irving nel ruolo di Sylvia Gellburg e David Dukes nel ruolo del Dr. Harry Hyman.
La prima rappresentazione londinese è stata il 4 agosto 1994 al Lyttelton Theatre, sala del Royal National Theatre, per la regia di David Thacker, con Margot Leicester e Henry Goodman.
La prima rappresentazione italiana è stata il 28 febbraio 1995 all'Arena del Sole di Bologna, nella traduzione di Masolino D'Amico, regia di Mario Missiroli, scene e costumi di Enrico Job, musiche di Benedetto Ghiglia, in una co-produzione TEE–Teatro Europa Esperimenti, Teatro Stabile delle Marche. Interpreti: Valeria Moriconi (Sylvia Gellburg), Roberto Herlitzka (Phillip Gellburg), Stefano Santospago (Dr. Harry Hyman), Anita Bartolucci (Harriet), Daniela Vitali (Margaret Hyman), Gabriele Martini (Stanton Case), Roberto Panni (violinista).

## Edizioni italiane
- Vetri rotti, traduzione di Masolino d'Amico, Collezione di teatro n.357, Torino, Einaudi, 1995.